# Marvin Pourié
Marvin Pourié (* 8. Januar 1991 in Werne als Marvin Pourie) ist ein deutscher Fußballspieler. Der Stürmer absolvierte neun Länderspiele für die deutsche U18-Nationalmannschaft.

## Karriere
Pourie spielte in der Jugend erst für den SSV Werne, den Werner SC und den FC Tura Bergkamen. Von dort wechselte er im Juli 2002 in die Jugend von Borussia Dortmund. Drei Jahre später, im Juli 2005, ging er zur Hammer SpVg. Dort spielte er für ein Jahr und unterschrieb im Juli 2006 einen Vertrag in der Jugendakademie des FC Liverpool.
Er gehörte 2008 zum Kader der deutschen U18-Nationalmannschaft, für die er in neun Einsätzen drei Tore erzielte.
Während seiner Zeit bei Liverpool weckte Pourié das Interesse mehrerer europäischer Vereine. Im Januar 2009 unterschrieb er einen Vertrag beim FC Schalke 04, der bis Juni 2013 galt. Er wurde jedoch einen Tag nach der Verpflichtung bis Sommer 2011 an den TSV 1860 München ausgeliehen, um dort Spielpraxis zu sammeln.
Sein Pflichtspieldebüt für die Münchner hatte Pourie am 27. Januar 2009 beim Pokalspiel der Löwen beim Hamburger SV, wo er in der 75. Minute eingewechselt wurde. Am 22. Februar 2009 kam er zu seinem Profidebüt, als er am 21. Spieltag der 2. Bundesliga, beim MSV Duisburg, in der Startaufstellung stand. Am 24. April 2009 wurde Pourie aus dem Profikader der Sechziger gestrichen, nachdem es wiederholt zu Disziplinlosigkeiten gekommen war. Nachdem Ewald Lienen am 13. Mai 2009 den Cheftrainerposten von Uwe Wolf übernommen hatte, kehrte Marvin Pourie in den Profikader zurück, wurde aber in den beiden noch ausstehenden Saisonspielen nicht berücksichtigt.
Zu Beginn der Vorbereitung zur Spielzeit 2009/10 wurde Pourie nicht mehr für den Profikader des TSV 1860 berücksichtigt, er nahm im Anschluss mehrere Wochen am Training des 1. FC Kaiserslautern teil. Gegen Ende der Sommertransferperiode vereinbarten die Löwen und die Teufel, dass die Lauterer den Leihvertrag zwischen 1860 und Schalke mit allen Rechten und Pflichten übernehmen würden. Felix Magath, der Trainer von Schalke 04, bestand jedoch darauf, dass Pourie den Leihvertrag mit dem TSV 1860 erfüllt. Seitdem kam er jedoch vorrangig in der U19 der Münchner Löwen zum Einsatz, am 17. Oktober 2009 wurde er erstmals seit einem halben Jahr wieder in der U23 des TSV 1860 eingesetzt.
Ende Januar 2010 wurde Pouries Leihvertrag mit 1860 aufgelöst. Er wurde daraufhin bis Saisonende an die TuS Koblenz weiterverliehen.
In der Saisonvorbereitung 2010/11 trainierte Pourie mit der 1. Mannschaft des FC Schalke 04, wurde jedoch im Laufe der Vorbereitung aus dem Kader gestrichen und lief in der Saison 2010/2011 in der 2. Mannschaft in der Regionalliga West auf. Auch als Felix Magath entlassen und durch Ralf Rangnick ersetzt wurde, hatte Pourie nur wenig Chancen auf einen Einsatz im Profikader.
Pourie wechselte zur Saison 2011/12 zum damaligen dänischen Erstligisten Silkeborg IF. Sein erstes Spiel machte er dort am 17. Juli 2011 gegen den FC Midtjylland, als ihn Trainer Troels Bech in der 80. Minute für Kaimar Saag einwechselte. Er erkämpfte sich im Laufe der Saison einen Stammplatz und konnte durch seine gute Torquote überzeugen. Am 18. Juli 2013 verließ er nach zwei Jahren Silkeborg IF und wechselte zum dänischen Meister der Saison 2012/13 FC Kopenhagen. Im Januar 2014 wurde der Stürmer bis Saisonende nach Belgien zum SV Zulte Waregem verliehen.
In der Saison 2016/17 sowie der Hinrunde der folgenden Spielzeit stand Pourie im Kader des Randers FC in Dänemark. Für den Verein konnte der Deutsche in 55 Pflichtpartien 30 Scorerpunkte sammeln.
Am 27. Januar 2018 gab der Drittligist Karlsruher SC seine Verpflichtung bekannt, wo er einen Vertrag bis zum 30. Juni 2019 unterschrieb. In der Folge kam er in der Liga vereinzelt als Einwechselspieler zum Einsatz. Beim 4:0-Sieg des KSC gegen den SV Waldhof Mannheim im Halbfinale des badischen Pokals am 17. April 2018 stand er erstmals in der Startelf und erzielte seine ersten beiden Tore für Karlsruhe. Am 23. April 2018 erzielte er beim 4:2-Auswärtssieg am darauffolgenden Drittligaspieltag auch seinen ersten Ligatreffer für Karlsruhe. Am Ende der Saison erreichte er mit dem KSC die Aufstiegsrelegation, in der man jedoch am FC Erzgebirge Aue scheiterte. Nach dem Weggang des ausgeliehenen Fabian Schleusener war Pourié in der folgenden Saison im Karlsruher Sturmzentrum gesetzt. Sein Saisonbeginn verlief eher schleppend; sein erstes Saisontor erzielte er erst beim 2:0-Sieg gegen den KFC Uerdingen am 8. Spieltag. In der Folge traf er jedoch regelmäßig, erzielte in den restlichen elf Hinrundenspielen zehn weitere Tore und trug so maßgeblich dazu bei, dass der KSC Herbstmeister der 3. Liga wurde und im Frühjahr schließlich als Vizemeister aufsteigen konnte. Einhergehend mit dem Aufstieg verlängerte sich der Vertrag des Stürmers automatisch bis Juni 2020. Am Saisonende standen für Pourié 22 Tore sowie sechs Assists in 37 Einsätzen zu Buche, womit er Torschützenkönig der 3. Liga und nach einer Abstimmung, die der DFB verantwortete, zum Drittligaspieler der Saison gewählt wurde.
In der Hinrunde der Saison 2019/20 konnte Pourié nicht an seine Leistungen der Vorsaison anknüpfen. In der Winterpause verlieh der KSC ihn bis Saisonende an den Drittligisten Eintracht Braunschweig, der zudem eine Kaufoption besaß. Hier konnte sich der Stürmer gegen den zuvor häufig eingesetzten Nick Proschwitz behaupten und stand regelmäßig in der Startelf. Durch den dritten Platz hinter den Würzburger Kickers und dem Drittligameister FC Bayern München II konnte Braunschweig sich den direkten Aufstieg sichern, zu dem Pourié sechs Scorerpunkte beigesteuert hat. Jedoch wurde er im Anschluss an die Saison nicht fest verpflichtet und kehrte zunächst nach Karlsruhe zurück. Dort wurde er jedoch vor der Reise ins Trainingslager Ende August 2020 freigestellt, um sich einen neuen Arbeitgeber zu suchen.
Diesen fand er schließlich im Drittligisten 1. FC Kaiserslautern, der ihn bis zum Ende der Spielzeit 2020/21 mit Kaufoption auslieh. Bei den Pfälzern war er auf der Mittelstürmerposition meist gesetzt, die Kaufoption wurde aber nach der Saison nicht gezogen.
Zur Saison 2021/22 wechselt Pourié zu den Würzburger Kickers. Er erzielte in 27 Drittligaeinsätzen 8 Tore, konnte damit den Abstieg in die Regionalliga Bayern jedoch nicht verhindern. Anschließend verließ er den Verein mit seinem Vertragsende.
Im Sommer 2022 schloss er sich dem SV Meppen an.
Nach einer kurzen Station beim niederländischen Zweitligisten Roda JC Kerkrade wechselte er im Januar 2024 bis zum Saisonende zur VSG Altglienicke.

## Erfolge
FC Kopenhagen
- Dänischer Meister: 2016

Karlsruher SC
- Aufstieg in die 2. Bundesliga: 2019

Eintracht Braunschweig
- Aufstieg in die 2. Bundesliga: 2020

## Auszeichnungen
- Torschützenkönig der 3. Liga: 2019 (22 Tore)
- Drittligaspieler der Saison: 2018/19